# Polo (vêtement)
Pour les articles homonymes, voir polo (homonymie).

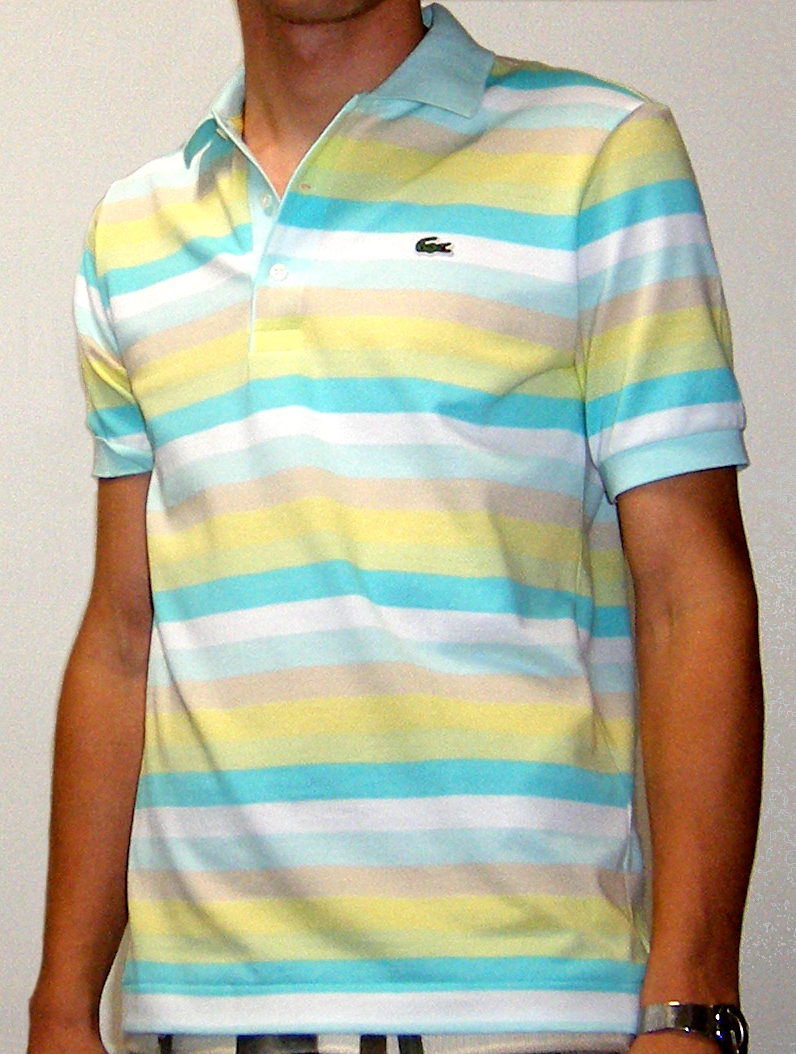
Exemple de polo (ici, un Lacoste).

Le polo est un vêtement haut unisexe, inventé par deux Français, le joueur de tennis René Lacoste et l'industriel André Gillier en 1926 et commercialisé à partir de 1933. Il a, le plus souvent, des manches courtes et un col, fermé par deux ou trois boutons. C'est un tee-shirt avec un col. Il appartient à la mode sportswear.

## Histoire
C'est à l'origine un vêtement de sport. René Lacoste invente le polo dans les années 1920 : il souhaite rompre avec la tradition qui voit les joueurs de tennis pratiquer leur sport avec des chemises à manches longues, peu pratiques. Il les coupe, ce qui est une révolution, les hommes en bras de chemise étant à l'époque associés aux ouvriers ou aux agriculteurs. Ses succès sportifs et sa popularité vont grandissant. En 1926, il adopte pour son haut sans manches la maille jersey, portée par les officiers britanniques qui jouent au polo en Inde. Par métonymie, ce nouveau vêtement s'appelle donc « polo »,.
Associé à André Gillier, il crée en 1933 la marque Lacoste, commercialisant à grande échelle ce nouveau vêtement, « devenu symbole d'une esthétique sportive et élégante ».
Aux États-Unis, il devient prisé des jeunes arborant un look preppy, qu'il s'agisse de la marque Lacoste ou de sa licence américaine Izod lancée en 1951. Au Royaume-Uni à la même époque, Fred Perry lance sa marque. En 1967, Ralph Lauren baptiste simplement sa griffe Polo, avec comme emblème un joueur du sport homonyme. Toujours prisé par les WASP de la côte Est et les étudiants de l'Ivy League, il est aussi désormais porté par ceux qui pratiquent le hip-hop,.
Il est devenu populaire et porté par nombre de personnalités, comme le président de la République française François Mitterrand ou l'acteur américain Henry Fonda.
Parmi les grandes marques qui se partagent le marché figurent Lacoste, Fred Perry, Ralph Lauren ou encore Tommy Hilfiger.